# 帕拉納河
帕拉納河（Палана）是俄羅斯的河流，位於堪察加半島，河道全長約141公里，流域面積2,500平方公里，最終注入鄂霍次克海，河畔城鎮有帕拉納。
59°05′N 159°56′E / 59.083°N 159.933°E